# Девинска река
Девинска река (до 1942 г. Дамлъдере) е река в Южна България – област Пазарджик, община Батак и област Смолян, общини Борино и Девин, ляв приток на река Въча. Дължината ѝ е 57,1 km, която ѝ отрежда 72-ро място сред реките на България. Девинска река е най-големият приток на река Въча, като отводнява най-високите части на Баташка планина и Велийшко-Виденишки дял на Западните Родопи.
Девинска река извира на 2000 m н.в. под името Семиза, на около 2 km южно от връх Голяма Сюткя (2186 m) в Баташка планина. По цялото си протежение протича в силно залесена долина. В началото тече на юг, а след това сменя посоките си на североизток, югоизток и юг. От ДГС „Беглика“ до язовир „Тошков чарк“ носи името Беглишка река. След като изтече от язовир „Тошков чарк“, се насочва на изток и прорязва Девинска планина чрез дълбока каньоновидна долина. Преди град Девин излиза от каньона, долината ѝ се разширява и в източната част на града се влива отляво в река Въча на 685 m н.в.
Площта на водосборния басейн на реката е 427 km2, което представлява 26% от водосборния басейн на Въча, а границите на басейна ѝ са следните:
- на юг – с водосборните басейни на малки и къси реки, леви притоци на Въча;
- на югозапад – с водосборния басейн на река Места;
- на запад и северозапад – с водосборния басейн на Чепинска река;
- на север – с водосборния басейн на Стара (Пещерска) река и водосборните басейни на малки и къси реки, леви притоци на Въча.

Основни притоци: → ляв приток, ← десен приток
- → Серафимово дере
- → Карачумак
- ← Суйсуза
- → Нещерево дере
- ← Раково дере
- → Черно дере (изтича от язовир „Голям Беглик“
- ← Тощково дере (влива се в язовир „Тошков чарк“)
- → Топлика (влива се в язовир „Тошков чарк“)
- → Карлъшка река
- ← Градежница
- ← Катранджидере (най-голям приток)
- → Карабурунска река
- → Сачандере
- → Маджарлиите
- ← Соквичко дере

Реката е с дъждовно-снежно подхранване, като максимумът е в периода април-май, а минимумът – октомври. Среден годишен отток при град Девин – около 5,274 m3/s.
Единственото населено място по течението на реката е град Девин.
По течението на самата река са изградени 2 язовира – „Малък Беглик“ и „Тошков чарк“, а по притоците ѝ Черно дере и Катранджидере – язовирите „Голям Беглик“, „Широка поляна“ и „Дженевра“, като водите на всички тях са включени в Баташки водносилов път.
В долината на реката, преди град Девин, се намират големите карстови Девински минерални извори, а каньонът на реката е обект на туризъм и алпинизъм.
В Девинска река обитават пъстърва, черна мряна и лешайка, обект на любителски риболов.

## Топографска карта
- Лист от карта K-35-73. Мащаб: 1 : 100 000.